# Victor Argo
Victor Argo (Bronx, Nova York, 5 de novembre de 1934 − Nova York, 7 d'abril de 2004) va ser un actor de teatre, cinema i televisió estatunidenc conegut principalment pel seu treball a la pantalla gran a les ordres de directors com Martin Scorsese, Abel Ferrara i Jim Jarmusch, entre d'altres. Va morir a causa de les complicacions del càncer de pulmó que patia.

## Biografia
Argo és fill de pares porto-riquenys i germà d'Emma i Louise. De jove va treballar com a empleat de joieria, impressor i taxista, mentre intentava fer-se lloc a l'escena teatral, on va començar la seva carrera. A mitjans de la dècada del 1960 va decidir fer servir el nom artístic de Victor Argo, ja que sovint es trobava discriminat pel seu nom real a l'hora d'obtenir un paper; a partir d'aquell moment li van arribar les primeres oportunitats, en petites produccions teatrals.
Durant aquella època va conèixer Yoko Ono, amb qui va participar en el moviment happening, i Harvey Keitel, a qui li va unir una amistat de quasi quaranta anys. L'any 1972 faria el salt al cinema, interpretant al "segon cubà" a la pel·lícula Dealing: Or the Berkeley-to-Boston 40-Brick Lost-Bag Blues, i el 1977 Argo va cofundar la companyia teatral Shakespeare Company Riverside a l'Upper West Side de Nova York, amb els quals anava pels parcs de Manhattan interpretant Lord Montague.
La seva feina va ser especialment apreciada per directors com Martin Scorsese i Woody Allen, encara que també va participar en diverses sèries de televisió: The Rockford Files, Wonder Woman, Buck Rogers, Spenser: For Hire, Law & Order i Miami Vice. Al final de la seva vida havia treballat en un total de 75 pel·lícules i 21 sèries.

## Filmografia
| - 1972: Boxcar Bertha - 1973: Mean Streets - 1975: The Terminal Man - 1976: Taxi Driver - 1977: Which Way Is Up? - 1977: Hot Tomorrows - 1979: The Rose - 1982: Hanky Panky - 1984: Falling in Love - 1985: Buscant la Susan desesperadament (Desperately Seeking Susan) - 1985: After Hours - 1986: Florida Straits - 1986: Off Beat - 1986: Raw Deal - 1987: The Pick-up Artist - 1988: The Last Temptation of Christ - 1989: La seva coartada (Her Alibi) - 1989: New York Stories - 1989: Crimes and Misdemeanors - 1990: Amb la poli als talons (Quick Change) - 1990: King of New York - 1991: McBain - 1992: Shadows and Fog - 1992: Bad Lieutenant - 1993: True Romance | - 1993: Household Saints - 1993: Joc perillós (Dangerous Game) - 1994: Monkey Trouble - 1994: Somebody to Love - 1995: Smoke - 1995: Blue in the Face - 1996: The Funeral - 1998: Next Stop Wonderland - 1998: Lulu on the Bridge - 1998: New Rose Hotel - 1999: On the Run - 1999: Coming Soon - 1999: Ghost Dog: The Way of the Samurai - 2000: The Yards - 2000: Fast Food Fast Women - 2000: Coyote Ugly - 2001: Doble contratemps (Double Whammy) - 2001: 'R Xmas - 2001: Mirada d'àngel (Angel Eyes) - 2001: Queenie in Love - 2001: The Man Who Knew Belle Starr - 2001: Don't Say a Word - 2004: Personal Sergeant - 2005: Lustre |